# Лі Ґин Хо
Лі Ґин Хо (кор. 이근호, нар. 11 квітня 1985, Інчхон) — південнокорейський футболіст, фланговий півзахисник, нападник клубу «Аль-Джаїш» (Ар-Раян) та національної збірної Південної Кореї.

## Клубна кар'єра
У дорослому футболі дебютував 2004 року виступами за команду клубу «Інчхон Юнайтед», в якій провів два сезони, взявши участь лише у 2 матчах чемпіонату.
Згодом з 2007 по 2010 рік грав у складі команд клубів «Тегу» та «Джубіло Івата».
Своєю грою за останню команду привернув увагу представників тренерського штабу клубу «Гамба Осака», до складу якого приєднався 2010 року. Відіграв за команду з Осаки наступні два сезони своєї ігрової кар'єри. Більшість часу, проведеного у складі «Гамби», був основним гравцем команди. У складі «Гамби» був одним з головних бомбардирів команди, маючи середню результативність на рівні 0,37 гола за гру першості.
Протягом 2012—2013 років захищав кольори команди клубу «Ульсан Хьонде», з яким виграв Лігу чемпіонів АФК, став найкращим гравцем турніру та отримав нагороду Футболіст року в Азії. Після цього на умовах оренди приєднався до клубу «Санджу Санму».
З вересня 2014 року став виступати за катарський «Аль-Джаїш» (Ар-Раян).

## Виступи за збірні
Протягом 2003—2005 років залучався до складу молодіжної збірної Південної Кореї. На молодіжному рівні зіграв у 25 офіційних матчах, забив 5 голів.
2003 року дебютував в офіційних матчах у складі національної збірної Південної Кореї. Наразі провів у формі головної команди країни 63 матчі, забивши 18 голів.
У складі збірної був учасником кубка Азії з футболу 2007 року, на якому команда здобула бронзові нагороди.
2014 року був включений до заявки збірної на тогорічний чемпіонат світу у Бразилії.

## Титули і досягнення
- Переможець Ліги чемпіонів АФК (1):

«Ульсан Хьонде»: 2020
Збірні
- Переможець Юнацького (U-19) кубка Азії: 2004
- Срібний призер Кубка Азії: 2015
- Бронзовий призер Кубка Азії: 2007
- Переможець Кубка Східної Азії: 2008, 2017